# 앤 리차즈

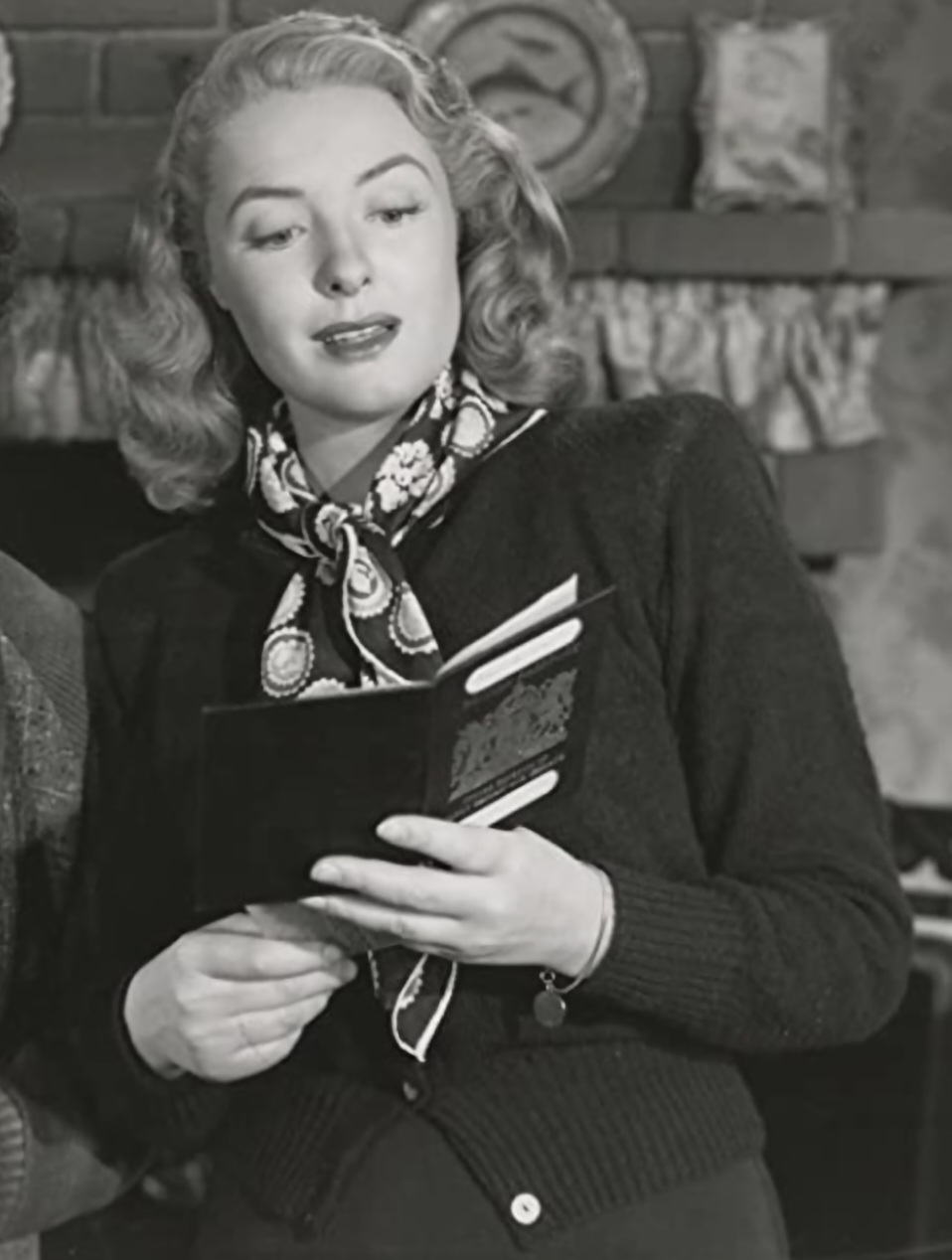

앤 리차즈(Ann Richards, 1917년 12월 13일 ~ 2006년 8월 25일)는 오스트레일리아의 배우, 영화배우이다.
시드니에서 태어났으며 토런스에서 사망하였다.

## 영화
- 카우 삼총사 (2004년) - 애니 목소리 역